# 犬山町
犬山町（いぬやまちょう）は、愛知県丹羽郡にかつてあった町である。
現在の犬山市の中心部に該当する。北は木曽川を挟んで岐阜県と接する。
かつての犬山城の城下町、および稲置街道犬山宿宿場町であった部分が主体である。

## 歴史
江戸時代は尾張藩領（幕末に成瀬家所有分が犬山藩として認められる）、寺社（針綱神社など）領であった。
- 1872年（明治5年） - 犬山村が稲置村に改称する。
- 1878年（明治11年） - 稲置村と丸山新田が合併し、改めて稲置村が発足。
- 1889年（明治22年）10月1日 - 稲置村が町制施行、改称し、犬山町となる。
- 1906年（明治39年）10月1日 - 岩橋村、および高雄村の一部[2]合併し、改めて犬山町が発足。
- 1954年（昭和29年）4月1日 - 城東村、羽黒村、楽田村、池野村と合併し市制施行。犬山市となる。

## 学校
- 犬山町立犬山北小学校（現・犬山市立犬山北小学校）
- 犬山町立犬山南小学校（現・犬山市立犬山南小学校）
- 犬山町立犬山中学校（現・犬山市立犬山中学校） [3]

## 交通

### 鉄道路線
- 名古屋鉄道
  - 犬山線：犬山口駅 - 犬山駅 - 犬山遊園駅
  - 小牧線：犬山駅

## 神社・仏閣
- 成田山名古屋別院大聖寺
- 針綱神社
- 大宮浅間神社
- 犬山神社
- 三光稲荷神社

## 観光
- 犬山城（国宝）
- 木曽川うかい